# Plataforma Ahora
Plataforma Ahora fue un movimiento político español que surgió a iniciativa de Gorka Maneiro el 14 de marzo de 2017. Su manifiesto fundacional reivindicaba una «alternativa política nacional, progresista, laica y regeneradora, ubicada en el centro izquierda, socialdemócrata y europeísta y que defienda la igualdad y los derechos de ciudadanía», dirigida a «todos aquellos ciudadanos ubicados en la izquierda cívica, progresista y no nacionalista más allá de los límites de los actuales partidos políticos».

## Historia
El 15 de marzo de 2017 se publicó en su página web el manifiesto de la Plataforma Ahora, promovido principalmente por Gorka Maneiro, exdiputado del Parlamento Vasco, y al que se sumaron inicialmente varios intelectuales, políticos y miembros de la sociedad civil, como Fernando Savater, Félix Ovejero, Carolina Punset, Luis de Velasco Rami, David Ortega Gutiérrez, Josep Lago, Félix de Azúa, Ramón de España, Andrés Aberasturi y otros.
La plataforma recogió entre sus asociados, aparte de ciudadanos sin adscripción política previa, miembros desencantados con sus partidos. En julio de 2017 ya contaba con más de 400 asociados.
La plataforma realizó varios actos públicos, entre los que destacaron las presentaciones de Málaga y Barcelona. El acto de mayor envergadura fue la jornada celebrada el 2 de diciembre de 2017 en la Fundación Madrid con el título "¿Qué izquierda necesita España?" en el que se dieron dos mesas de debate con presencia de David Ortega, Francesc de Carreras, Fernando Savater y Fernando Jáuregui, en la que la reivindicación central fue una nueva izquierda que recoja la idea de la unidad de España. Durante la jornada se entregó un premio a la organización joven de Sociedad Civil Catalana por su defensa de la democracia.
La plataforma se reunió con otras asociaciones y partidos de izquierda no nacionalista con el afán de aglutinar ese espectro ideológico en una misma organización. En febrero de 2018 se reunió infructuosamente con el partido político dCIDE. A pesar de no lograr un acuerdo, siguió reuniéndose con otras organizaciones para lograr una convergencia de cara a las elecciones de abril de 2019.
El 26 de octubre de 2019, tras considerar que el intento de convergencia de izquierda no nacionalista había recibido un apoyo insuficiente por parte de la sociedad y las organizaciones del espacio ideológico no tenían voluntad de colaborar, la junta directiva de Plataforma Ahora celebró una asamblea extraordinaria en la que se aprobó su disolución.